# محمد حبيب العبيدي
محمد حبيب العُبَيْدي (1300 - 1383 هـ / 1882 - 1963 م) هو شاعر وأديب ومفتي الديار الموصلية.

## ترجمته
هو محمد حبيب بن سليمان بن عبد الله العبيدي الأعرجي الحسيني الهاشمي. سمي بالعبيدي نسبة إلى جده عبيد الله بن خليل البصير. مولده بالموصل، تعلم بها وتأدب بالفارسية والتركية. عين مفتياً للموصل في 11 أيلول 1923 م، وبها وفاته في 19 تشرين الأول 1963 م.
كان من مؤيدي الدولة العثمانية، ومن الجمل التي كان يرددها: «أنا عربي، أنا محمدي، أنا عثماني».

## آثاره
من آثاره:

### المطبوعة
- «خطبة نادي الشرق» 1913 م.
- «حبل الاعتصام ووجود الخلافة في دين الإسلام» 1916 م.
- «جنايات الإنكليز على البشر عامة وعلى المسلمين خاصة» - بيروت 1916 م.
- «صدى الحقيقة في العاصمة» 1916 م.
- «النواة في حقول الحياة» 1931 م.
- «ماذا في عاصمة العراق من سم وترياق» - الموصل 1934 م.
- «النصح والإرشاد لقمع الفساد» - الموصل 1946 م.
- «الميزان بين الكفر والإيمان» 1944 م.
- «الفتوى الشرعية في جهاد الصهيونية» - الموصل 1947 م.
- «الديوان»، ذكرى حبيب تحقيق أحمد الفخري عام 1966 م.

### المخطوطة
- رسائله ومقالاته
- فروق الحديثة
- المجاولات السياسية وأسباب الفشل الأساسية
- الغليل في رحلة وادي النيل
- الجراثيم الثلاث : الأمراء والعلماء والنساء
- إيقاظ الوسنان في حياة الإنسان.

وقد صدر فيه كتاب يترجم لحياته وآثاره بعنوان: «الشيخ محمد حبيب العبيدي: حياته وأدبه» لخليل إبراهيم السامرائي - بغداد: ديوان الوقف السني، سنة 1426 هـ. كما قام السامرائي أيضا بإعداد مستدرك لديوان العبيدي الذي صدر بتحقيق من أحمد الفخري، استدرك به بعض ما فاته من شعر المفتي.